# Nadia Styles
Pour les articles homonymes, voir Styles (homonymie).
Nadia Styles, née le 25 juin 1982 à Los Angeles en Californie, est une actrice américaine de films pornographiques.

## Biographie
Nadia commence dans l'industrie du X en 2004, depuis elle a joué avec Peter North, Vince Vouyer, Mandingo, Tommy Gunn & Lexington Steele dans "Lex the Impaler 3". Nadia Style a souvent participé à des films mettant en scène des éjaculations féminines.
En décembre 2008 elle annonce sa décision d’arrêter la pornographie et son désir d’aider les autres[Qui ?] avec la fondation "thepinkcross.org".
Elle a des origines espagnole-mexicaine
Elle s'est convertie au christianisme en 2008 et devient une opposante à la pornographie. Elle retourne dans la pornographie en 2014.

## Récompenses et nominations

### Nominations
- 2005 : AVN Award Meilleure scène de triolisme dans une vidéo (Best Threeway Sex Scene - Video) pour Double Teamed (Digital Sin ; avec Marco Duato et Ben English)
- 2006 : AVN Award Meilleure scène de sexe anal dans une vidéo (Best Anal Sex Scene - Video) pour Barely Legal Corrupted (Hustler Video ; avec Kurt Lockwood)
- 2009 : AVN Award Scène de sexe la plus scandaleuse (Most Outrageous Sex Scene) pour Squirt Gangbang 2

## Filmographie sélective
- 2004 : Ashton's Auditions 3
- 2005 : Strap It to Me 4
- 2006 : Pussy Party 15
- 2007 : E for Eva
- 2008 : Touch Me
- 2009 : No Man's Land 45
- 2010 : Ass Fucking Latinas
- 2011 : Gushing For Love
- 2012 : Strapped 2
- 2013 : Face Down, Ass Up
- 2014 : Anal Casting Calls 3
- 2014 : Sisters Of Anarchy
- 2015 : Just Say No to Cock
- 2016 : Mother-Daughter Exchange Club 42
- 2017 : Art of Tribbing
- 2018 : Vivid's Backdoor Border Patrol (compilation)